# Arado Ar 76
Arado Ar 76 là một loại máy bay tiêm kích hạng nhẹ của Đức trong thập niên 1930.

## Biến thể
Ar 76a
Ar 76 V2
Ar 76 V3
Ar 76A

## Quốc gia sử dụng
Đức Quốc xã
- Luftwaffe

## Tính năng kỹ chiến thuật (Ar 76A-0)
Dữ liệu lấy từ Aircraft of the Third Reich
Đặc tính tổng quan
- Kíp lái: 1
- Chiều dài: 7,2 m (23 ft 7 in)
- Sải cánh: 9,50 m (31 ft 2 in)
- Chiều cao: 2,55 m (8 ft 4 in)
- Diện tích cánh: 13,34 m2 (143,6 foot vuông)
- Trọng lượng rỗng: 751 kg (1.656 lb)
- Trọng lượng có tải: 1.072 kg (2.363 lb)
- Động cơ: 1 × Argus As 10C , 179 kW (240 hp)
- Cánh quạt: 2-lá

Hiệu suất bay
- Vận tốc cực đại: 267 km/h (166 mph; 144 kn)
- Vận tốc hành trình: 221 km/h (137 mph; 119 kn)
- Tầm bay: 470 km (292 mi; 254 nmi)
- Thời gian bay: 2 h 24 phút
- Trần bay: 6.400 m (20.997 ft)
- Vận tốc lên cao: 7,2 m/s (1.420 ft/min)

Vũ khí trang bị

- Súng: 2 × Súng máy MG 17 7,92 mm (.312 in)
- Bom: 2 × bom phá mảnh 10 kg SC10